# مجله حقوق بین‌الملل آسیا
مجله حقوق بین‌الملل آسیا یک بررسی قانونی است با محوریت حقوق بین‌الملل عمومی و خصوصی. این انتشارات رسمی از انجمن حقوق بین‌الملل آسیا است و توسط انتشارات دانشگاه کمبریج منتشر شده‌است. این مجله توسط دانشکده حقوق دانشگاه ملی سنگاپور تولید شده‌است. سردبیران آنتونی آنژی، سیمون چسترمن و تان هسین-لی هستند.
مجله در اسکوپوس، انتزاعی فهرست بندی شده‌است.